# 195 Eurykleia
195 Eurykleia eller 1949 QB2 är en asteroid i asteroidbältet, upptäckt 19 april 1879 av den österrikiske astronomen Johann Palisa i Pula, Kroatien. Asteroiden har fått sitt namn efter Odysseus amma, inom grekisk mytologi.